# Tito Sotto
Vicente Sotto y Castelo, conocido como Tito Sotto o Vicente Sotto III (nacido el 24 de agosto de 1948, Manila) es un actor, comediante, cantante, compositor, presentador de televisión, periodista y político filipino. Tito Sotto se desempeñó como vicealcalde de la ciudad Quezón, la ciudad más poblada de Filipinas, desde 1988 a 1992. Desempeñó sus fusiones como senador, desde 1992 a 2004, fue reelegido nuevamente por el Senado en el 2010.
Sotto es el hermano de Vic Sotto, Marcelino Antonio Jr. (Maru) y Val Sotto y nieto y sobrino de los exsenadores Vicente Sotto y Yap y Filemon Sotto.

## Biografía
Vicente Sotto nació el 24 de agosto de 1948 en Manila. Sus padres fueron Marcelino Sotto y Ojeda y la doctora Herminia Castelo de Sotto. Estudió en el Colegio "San Juan de Letrán" en Intramuros, cursando las escuelas primaria, secundaria y por último su educación universitaria, obteniendo una Licenciatura en Artes con especialización en el idioma inglés. 

### Vida personal
Tito Sotto está casado con Helen Gamboa, una exreina de belleza, actriz y cantante. Ambos tienen cuatro hijos (Romina, Diorella, Gian y Ciara) y dos nietos (Romino y Victorio). Su deporte favorito son los juegos de bolos ávido y fue miembro del equipo nacional de bolos de Filipinas, que representó a su país en varias ocasiones en la Copa Mundial de la AMF. También le gusta jugar al golf y ha ganado varios torneos. Profesa la religión católica.

## Carrera
Su carrera artística se inició como compositor, actor y artista musical, formando parte de una banda musical llamada VST & Co., en 1979. Entre sus composiciones más destacadas, es su canción titulada "Magkaisa", lo cual estuvo estrechamente asociado como un himno sobre el Poder Popular de la Revolución de 1986. 
Tito Sotto también trabajó como presentador de televisión en un programa llamado "Eat Bulaga", que se mantuvo activo con una mayor duración en la historia en Filipinas. 

## Filmografía

### TV shows
| Título                                       | Año          | Personaje     | Canal                                                            |
| -------------------------------------------- | ------------ | ------------- | ---------------------------------------------------------------- |
| Discorama                                    | 1975–1976    | Host          | GMA Network                                                      |
| Student Canteen                              | 1976–1977    | Host          | GMA Network                                                      |
| Iskul Bukol                                  | 1978–1990    | Tito Escalera | IBC                                                              |
| Eat Bulaga!                                  | 1979–present | Host          | RPN (1979–1989); ABS-CBN (1989–1995); GMA Network (1995–present) |
| TVJ: Television Jesters                      | 1991–1993    | Various       | IBC                                                              |
| TVJ on 5                                     | 1992–1993    | Various       | ABC (now TV5)                                                    |
| Rock and Roll 2000                           | 1994–1995    | Himself       | ABC                                                              |
| Mixed N.U.T.S. (Numero Unong Terrific Show!) | 1994–1997    | Various       | GMA Network                                                      |
| Brigada Siete                                | 1994–2001    | Host/Anchor   | GMA Network                                                      |